# 서창 분기점
서창 분기점(西昌分岐點, Seochang Junction, 서창JC)은 인천광역시 남동구 서창동과 만수6동, 그리고 수산동에 걸쳐 설치된 영동고속도로와 제2경인고속도로가 만나는 분기점이다. 영동고속도로의 기점은 서창 분기점에서 인천 방향으로 0.51 km 떨어진 지점에 위치해 있다. 인근에 인천 도시철도 2호선 남동구청역, 인천대공원역, 인천대공원이 있다.
이 분기점에서 직결되는 무네미로로 계속 직진하면 수도권제1순환고속도로 장수 나들목을 이용할 수 있으나 판교 방면으로는 진출할 수 없다. 더 직진하면 부천시내를 지나는 송내대로로 연계되며, 계속 직진하면 김포한강로, 올림픽대로와 연계된다.

## 연혁
- 1991년 3월 29일 : 인천 도시계획시설 교통광장에 남동구 서창동 일원을 서창 분기점으로 고시[1]
- 1994년 7월 7일 : 서해안고속도로 능해 ~ 안산 구간, 제2경인고속도로 서창 ~ 광명 구간 개통과 함께 영업 개시[2]

## 구조물 정보
- 위치: 인천광역시 남동구 서창동, 만수6동, 수산동
- 클로버스택형으로, 제2경인고속도로의 진출 램프가 동그랗게 말려 있는 형태이다. 구조물은 장수천 위를 지난다.

## 접속하는 노선・도로

### 강릉방면
- 영동고속도로 (1번)

### 인천・성남방면
- 제2경인고속도로 (9번)

### 만수동방면
- 무네미로
- 간접 연결 : 인주대로 (장승백이사거리 이용)